# Hecho en Panamá
Hecho en Panamá es un programa de televisión panameño de temática folclórica, emitido por la cadena panameña TVN. Es conducido por Israel Berastegui, Kendall Royo hijo, Gisselle Ow Young y Elvia Muñoz. Comenzó transmisiones en 1987 conducido históricamente por Óscar Poveda, en SERTV.

## Historia
El programa surgió en los años 80. Óscar Poveda decidió crear un programa enfocado en la música típica y las tradiciones del país. El proyecto comenzó en el Canal 11, en 1987. Poveda comenzó a presentar artistas como Osvaldo Ayala, Dorindo Cárdenas, entre otros. Iba a cada lugar del país a transmitir eventos folclóricos. 
En 1990, Hecho en Panamá comienza a transmitir en TVN los días sábados. En 1998 se incluye a Mirta Rodríguez en el elenco y un año después, a Kendal Royo. En los años 2000 se incluye Luis Pérez y Karen Peralta. En los años 2010 se une Israel Berastegui, Elvia Muñoz en el 2016. En junio de 2014 Mirta Rodríguez se retira del programa y en 2015 Óscar Poveda fallece producto de un asalto en el cual fue asesinado en la localidad de Pedasí, provincia de Los Santos.
Entre 2002 y 2015 tuvo un spin-off llamado El Reto de Trovadores.

## Elenco
Presentadores actuales
- Israel Berastegui (2010-presente)
- Edilma González "Mamá Tuty" (2018-presente)
- Elvia Muñoz (2015-presente)
- Gisselle Own Young (2017-presente)
- Kendall Royo hijo (2022-presente)
- Freddy Velásquez (locutor)

Presentadores antiguos
- Valeria Obando (1996-1998)
- Karen Peralta (2010-2014)
- Joseline Pinto (2018-2020)
- Óscar Poveda (1987-2010)
- Mirta Rodríguez (1998-2014)
- Kendal Royo (1999-2008)
- Margarita Henríquez (2016)
- José miguel Castro (2017 al 2024)
- Oris Solís (2013-2016)
- Lucho Pérez (2008-2022)